# Tocando el cielo
Tocando el cielo (título original: The Christmas Shoes) es un telefilme dramático de familia dirigido por Andy Wolk y protagonizado por Rob Lowe, Kimberly Williams-Paisley y Max Morrow.

## Argumento
Robert Layton es un prestigioso abogado que tiene familia. Sin embargo, a causa de su adicción al trabajo, él está descuidando a su familia. Ni siquiera ha acudido a ver la brillante interpretación de su hija en el coro del colegio. Un día la encantadora profesora de canto de su hija no puede continuar impartiendo sus clases a causa de su mala salud, ya que su corazón se apaga y necesita por ello urgentemente un trasplante. Adicionalemtne su pequeño hijo se siente muy afectado por la enfermedad de su madre y trata por todos los medios de hacerla feliz. Es Navidad y quiere encontrar para ello un regalo muy especial. Mientras, Layton, ajeno a cuanto está sucediendo, llega una tarde a casa portando una caja de zapatos de baile que cayó accidentalmente de un camión de reparto.

## Reparto
| Actor                     | Personaje      |
| ------------------------- | -------------- |
| Rob Lowe                  | Robert Layton  |
| Kimberly Williams-Paisley | Maggie Andrews |
| Max Morrow                | Nathan Andrews |
| Maria del Mar             | Kate Layton    |
| Hugh Thompson             | Jack Andrews   |
| Dorian Harewood           | Dalton Gregory |
| Shirley Douglas           | Ellen Layton   |

## Recepción
Hoy en día la película ha sido valorada en portales cinematográficos. En IMDb, con aproximadamente 2800 votos registrados, el filme obtiene una media ponderada de 6,6 sobre 10. En cuanto a Rotten Tomatoes, los más de 2500 votos registrados le dieron allí una valoración media de 4,2 de 5.